# Курси, Джон де
Джон де Курси (1160—1219) — англо-нормандский рыцарь, активный участник завоевания Ирландии. Завоевал значительную территорию Ольстера (современные графства Даун и Антрим).

## Биография
Джон де Курси происходит из Сток Курси (англ.) в графстве Сомерсет. Его прадед, Ричард де Курси, упоминается в Книге Страшного суда (1085—1086). Его дед, Уильям I де Курси, был женат на Эмме из Фалеза. Его отец, Уильям II де Курси (англ.), был женат на Амике из Бретани и скончался около 1155 года, оставив поместья в Сомерсете и других частях Англии. Отцовские владения унаследовал Уильям III де Курси (ум. 1171), старший брат Джона.

## Ранняя карьера в Ирландии
В 1176 году молодой и безземельный рыцарь Джон де Курси прибыл в Дублин. Он был очень честолюбив и решил завоевать для себя новые владения в Ирландии. В конце января 1177 года Джон де Курси, собрав небольшое войско (22 рыцаря и 300 пехотинцев), выступил в поход на север в глубь ирландских владений. Он обогнул горную гряду Моурн и внезапной атакой захватил город Даунпатрик, столицу королевства Улад в Ольстере. Город был разграблен. После двух ожесточённых битв, в феврале и июне 1177 года, Джон де Курси разгромил последнего короля Улада Руайдри мак Дуйнн Слейбе (1172—1201). Свои завоевательные походы Джон де Курси сделал без разрешения короля Англии Генриха II. Из Даунпатрика Джон де Курси совершил набеги на соседние ирландские королевства Тирон и Дал Риада, грабя и убивая местных жителей. В 1178 году во главе своей армии он предпринял поход на королевство Айргиаллу, но потерпел два поражения от объединенных сил королей Айргиаллы и Улада. Сам Джон де Курси едва спасся бегством и вынужден был тридцать миль добираться до замка Даунпатрик. В 1182 году он предпринял поход на королевство Тир Эогайн (Тирон) и одержал победу над местным королём Домналлом мак Аэдо Лохлайнном. Королевство Тирон было разграблено.
После завоевания Восточного Ольстера Джон де Курси избрал своей резиденцией город Каррикфергус, где построил каменный замок. В 1180 году он женился на Аффреке, дочери короля острова Мэн Годрёда II Олафссона (1164—1187), но в браке с ней не имел детей.
Джон де Курси также проводил военные операции на западе Ирландии стремясь расширить подконтрольную ему территорию. В 1181 году король Англии Генрих II Плантагенет признал за ним титулы лорда Ольстера и Коннахта. В 1188 году Джон де Курси совершил грабительский поход на Коннахт, но на обратном пути потерпел поражение от королей Коннахта и Мунстера. В следующем году он захватил и разграбил Арму.
Во время восстания принца Иоанна Безземельного (1193—1194) лорд Джон де Курси сохранил верность королю Англии Ричарду Львиное Сердце. В 1197 году Джон де Курси победил короля Кенел Конайлла и захватил Донегал. В 1199 году Джон де Курси опустошил полуостров Инишоуэн.

## Поздняя карьера в Ирландии
В том же 1199 году новый король Англии, Иоанн Безземельный, поручил барону Гуго де Ласи начать войну против Джона де Курси, который был сторонником принца Артура Бретонского. В 1204 году Гуго де Ласи одержал победу над Джоном де Курси, который был взят в плен и доставлен в Лондон, где король Иоанн приказал заключить его в Тауэр. В мае 1205 года Иоанн Безземельный пожаловал во владение Гуго де Ласи все владения опального Джона де Курси в Ольстере и Коннахте.
Вскоре Джон де Курси перешёл на сторону короля Иоанна, который вернул ему свободу и конфискованные владения. Он решил вернуться в Ирландию, но плохой погодой его судно было вынесено на мель на побережье Франции, где он и умер. По другой версии, он был освобожден из заключения через год и должен был принять участие в разрешении спора между королём Англии Иоанном Безземельным и королём Франции Филиппом II Августом из-за обладания Нормандией. Оба короля решили уладить свой спор при помощи рыцарского поединка. Джон де Курси, как один из лучших бойцов Англии, прибыл во Францию, где его французский противник отказался от поединка ещё до начала турнира. После этого эпизода де Курси получил земельные владения в Англии.
После потери своих ирландских владений Джон де Курси поднял восстание. Он обратился за помощью к своему шурину Рёгнвальду IV Годрёдссону, королю острова Мэн (1187—1226/1229). В июле 1205 года Джон де Курси с мэнскими отрядами высадился в Странгфорде (англ.) и осадил замок Дандрум, но не смог его взять. Иоанн Безземельный приказал заключить Джона де Курси в тюрьму, откуда позднее он был освобожден и решил совершить паломничество в Святую землю. Он скончался в безвестности за пределами Крейгавона.